# 铁调素
铁调素（英語：Hepcidin）是人类中由HAMP基因编码的一种蛋白质。 铁调素是铁进入哺乳动物循环的关键调节剂。
铁调素是一种由肝脏产生的肽类激素，发现于2000年，是人类和其它哺乳动物的铁离子代谢的主要调节者。
铁调素可调节（抑制）铁通过肠粘膜的转运，从而防止铁吸收过多，维持体内正常铁含量。 铁调素还抑制肝细胞与巨噬细胞（铁储存和运输的场所）的铁转运。 因此，在高铁调素水平（包括炎症状态）的状态下，由于铁被限制在巨噬细胞内，血清铁含量可能下降， 这可能会导致缺铁性贫血。 在人类中，HAMP是编码铁调素的基因。 也有研究发现，铁调素在鼠模型中具有抗炎性质，由于负反馈机制，炎症时铁调素水平可能会升高。

## 结构
铁调素是具有32％β特征的紧密折叠的多肽，并且由二硫化物 键稳定的发夹结构。 已经通过溶液 NMR测定了铁调素的结构。NMR研究显示了铁调素的新模型：在环境温度下，两种构象之间的蛋白质相互转化， 仅通过温度变化就可以完成。 在过冷却水中325 K和253 K下测定铁调素的溶液结构。 与共晶与Fab的X射线分析显示出与高温NMR结构相似的结构。

## 功能
.
铁调素的几个突变导致青少年血色素沉着症。 大多数青少年血色素沉着病例是由于血幼素（hemojuvelin）（一种铁调素生成调节因子）的突变。
铁调素显示出相当一致的抗真菌活性。 但目前铁调素的抗细菌活性仍有争议。 目前的科学证据表明，铁调素是一种中枢性调节性激素，其主要作用是调节全身铁稳态。

## 历史
2000年，人 尿和血清血清中首次发现了铁调素。大多数对铁调素调节和作用的了解来自体外实验和经常使用铁调素mRNA表达读取的小鼠研究。 由于缺乏合适的铁调素测定，对人类的铁调素进行研究是困难的。 随着血清和尿液中铁调素的测定的最新进展，人类铁调素调节的研究终于得以进行。 但目前也只有少数实验室能够进行这些检测。 研究目的是结合体外实验，小鼠研究和最新临床病例研究，探讨铁调节调节铁代谢的机制。对人类铁调素的继续研究将为我们提供更多关于铁代谢紊乱病因的信息，以便寻找出新的治疗策略并改进这些疾病的鉴别诊断方案。
之后不久，研究人员发现，小鼠体内的铁调素在铁超载和炎症的条件下产生增多。 过表达铁调素的基因修饰小鼠在出生后不久即死于严重的铁缺乏症，再次表明铁调素在铁调节中起关键作用，而并非多余。 铁调素与临床病症相关的第一个证据来自波士顿的 Nancy Andrews的实验室，即与炎症性贫血相关。当研究人员从 两名肝肿瘤合并严重小细胞性贫血的患者，在未进行补铁治疗的情况下，被发现 肿瘤组织中产生了过量的铁调素，铁调素mRNA水平明显增高。 并且手术切除肿瘤后，贫血自愈。
综上所述，这些发现表明，铁调素调节铁的吸收。

## 临床意义
β-地中海贫血是部分或完全缺乏β-珠蛋白合成引起的最常见的先天性贫血之一。过量的铁吸收是β-地中海贫血的主要特征之一，可导致严重的发病率和死亡率。 β-thalassemic小鼠的连续分析表明血红蛋白水平随着时间的推移而降低，而肝脏，脾脏和肾脏中的铁含量也明显增加。铁过量与铁调素的水平密切相关，β-地中海贫血患者的铁调素水平也较低。根据这些观察结果可推测，在β-地中海贫血患者吸收的铁多于红细胞生成的需要，所以会造成铁过载，那么给这些患者补充铁调素，提高体内铁调素浓度，可能会抑制铁吸收，限制铁过载，从而起到治疗作用。结果表明，β-thalassemic小鼠中铁调素的表达中度增加限制了铁超载，减少了不溶性膜结合球蛋白和活性氧的形成，改善了贫血。铁调素过表达的小鼠也显示其红细胞的寿命增加，无效的红细胞生成和脾肿大的逆转以及总血红蛋白水平的增加。这个数据表明，增加铁调素水平或使用铁调素激动剂的治疗可能有助于治疗β地中海贫血和相关疾病个体的异常铁吸收。[11] [12].

## 延伸阅读
- Camaschella C. . Blood. 2005, 106 (12): 3710–7. PMID 16030190. doi:10.1182/blood-2005-05-1857.